# Archivo Histórico Provincial de Alicante
El Archivo Histórico Provincial de Alicante (AHPA) tiene su sede en la ciudad de Alicante, España. Creado por Orden Ministerial de 24 de septiembre de 1974, su titularidad es estatal, pero su gestión está transferida a la Generalidad Valenciana desde 1983.
Alberga fondos históricos documentales de la Administración del Estado en Alicante y protocolos notariales centenarios del distrito notarial. 

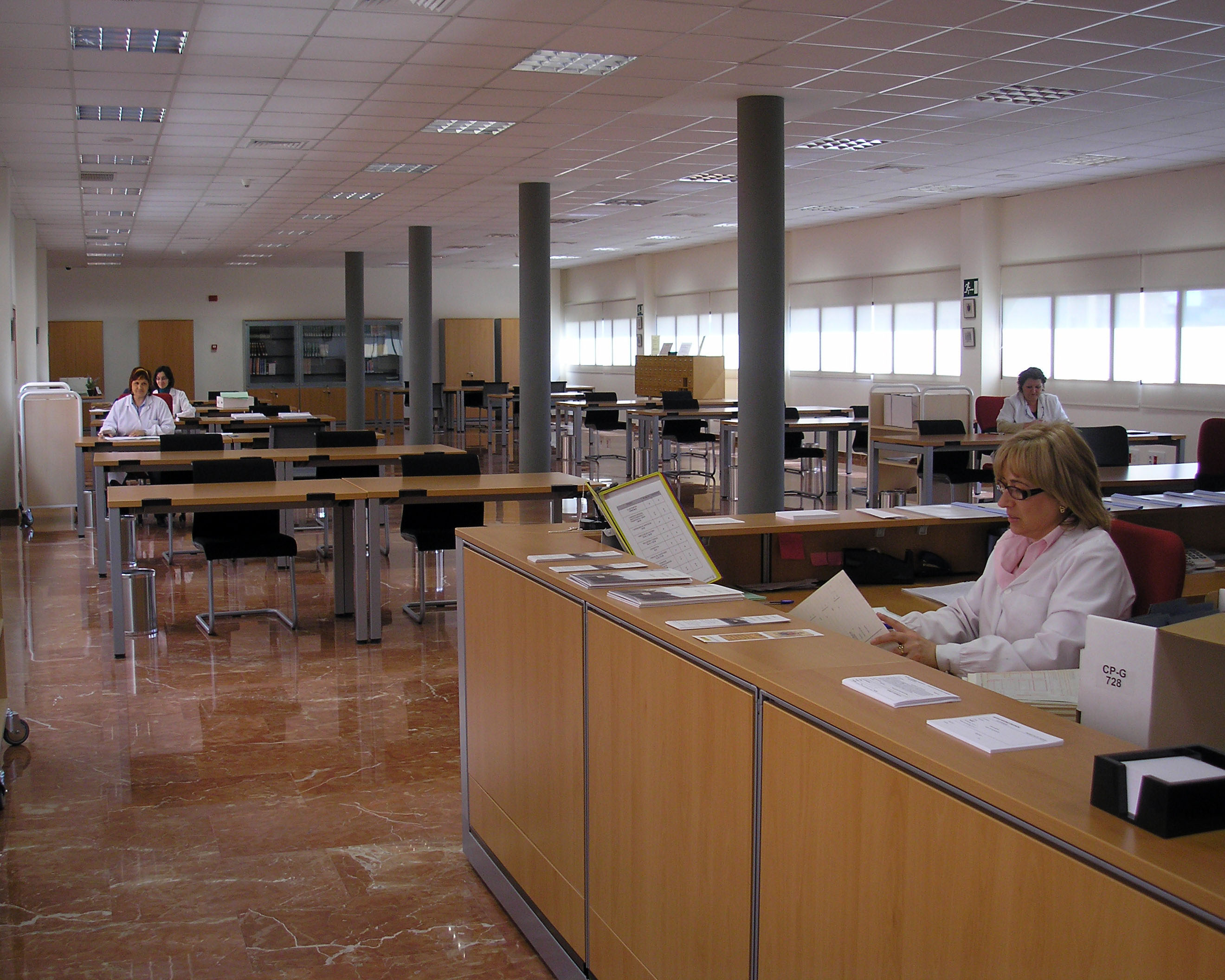
Sala de investigadores del AHPA

## Historia y fondos
El Archivo Histórico Provincial de Alicante, fue creado por Orden Ministerial de septiembre de 1974 (BOE de 15 de octubre de 1974) con el objetivo inicial, ampliado con posterioridad, de recibir las transferencias de los fondos documentales generados por los servicios de la Administración periférica del Estado en Alicante y custodiar los protocolos notariales centenarios. Con fecha 13 de octubre de 1983 (Real Decreto 3066/1983) la gestión y el personal de este archivo fue transferida a la Generalitat Valenciana, permaneciendo el Estado como titular de la propiedad.
Su primera ubicación, desde 1974 hasta el año 2007, fue el edificio del Paseíto de Ramiro, en el centro histórico tradicional de la ciudad. Compartió, en ese periodo cronológico, la sede con la Biblioteca Pública de Alicante, ocupando la cuarta planta del edificio, con una superficie útil total de 969 m². Estos años fueron principalmente años caracterizados por una cierta precariedad económica y de medios tanto materiales como de personal: escasez presupuestaria y plantillas mínimas. La directora, Esperanza López Villellas, compatibilizaba la dirección de ambos centros junto con la del archivo de la Delegación de Hacienda y durante bastantes años la relación de puestos se redujo a un ayudante y un auxiliar administrativo. Todo ello no nos desalentó, muy al contrario nos llevó a esforzarnos y a desarrollar la creatividad suficiente, para mantener activo y vivo, un centro con tales limitaciones. Supimos sacar el máximo partido a nuestras fortalezas: dedicación, trabajo en equipo, trato amable y eficacia en la resolución de las demandas de los investigadores. A pesar de que en muchas ocasiones las transferencias se hicieron en pésimas condiciones, supimos valorar el riesgo de la desaparición de la documentación y empeñarnos en el rescate y recepción de fondos, que en algunos casos se mezclaban con los escombros de las obras efectuadas en los lugares donde se encontraban, superando nuestras dificultades y debilidades.
Se impuso sobre cualquier otro aspecto la conciencia de que nuestra misión era custodiar y gestionar, de la mejor forma posible, un bien común: la memoria colectiva y de que el usuario, ajeno a nuestras condiciones, era el receptor de nuestro trabajo y merecía la mejor de las atenciones posibles. 

La actividad prioritaria en los primeros tiempos, fue la recepción de los 21 fondos fundacionales como: los protocolos notariales, el archivo de la delegación de Hacienda y las primeras transferencias del resto de las dependencias de la Administración Delegada del Estado, y el inventario de los fondos más demandados por los investigadores. Con la llegada de las nuevas tecnologías quisimos incorporarlas a nuestro modo de trabajo y para ello se elaboró una base de datos “ad hoc” en Acces, informatizando parte de nuestros fondos y permitiéndonos agilizar mucho las búsquedas.Desde el año 2005 nos encontramos en fase de informatización total, pero con un sistema de gestión integral de archivos que formará parte del programa SAVEX (Sistema Arxivístic Valencià en Xarxa), con el que se pretende poner en marcha un sistema informático y de gestión integral de los archivos que forman parte del Sistema Arxivístic Valencià tal y como promulga la Llei 3/2005, de 15 de juny, de la Generalitat, d’Arxius. promulga la Llei 3/2005, de 15 de juny, de la Generalitat, d’Arxius.

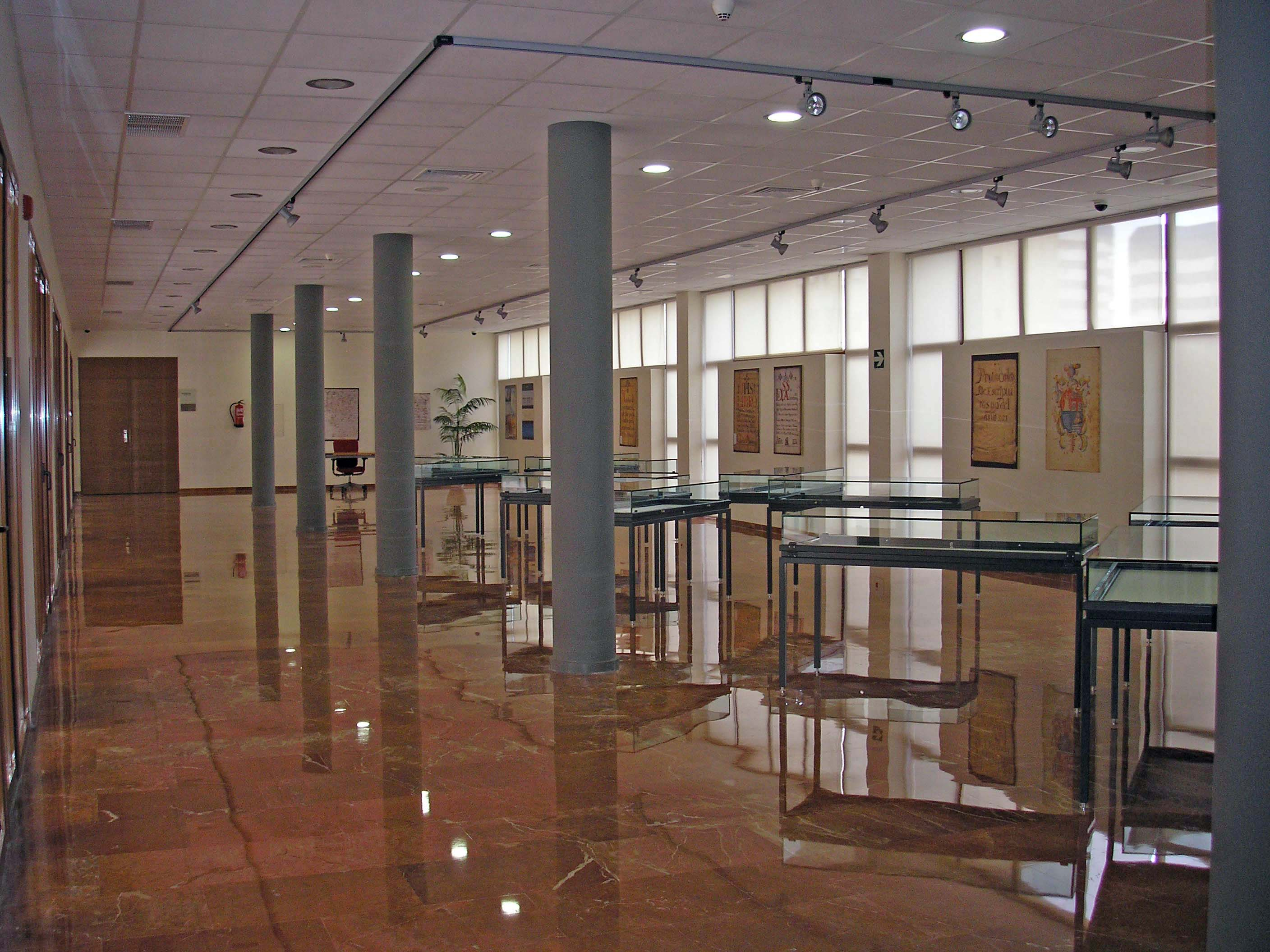
Sala de exposiciones del AHPA

El 10 de enero de 2008, se inauguró el nuevo edificio del Archivo Histórico Provincial, unos años antes se había efectuado la separación definitiva de la plantilla de ambos centros y el desdoblamiento de las plazas de dirección, asumiendo la dirección del archivo Esperanza López Villellas. Se iniciaba con todo ello la andadura del archivo como organismo independiente. La nueva sede está situada en un edificio de nueva planta ubicado en una zona de expansión de nuestra ciudad, próxima a un área residencial desarrollada en bloques abiertos y en altura, y con numerosos centros educativos que circundan el archivo. También está rodeado de zonas ajardinadas y aparcamientos.Cuenta con una superficie construida de 6.632 m² y está compuesto por dos volúmenes, separados por un patio interior ajardinado, con un aire muy mediterráneo al que contribuyen tres esbeltas palmeras. El primer cuerpo del edificio es más bajo, tiene dos alturas, en él se desarrolla la zona pública destinada a los usuarios: salón de actos, sala de exposiciones y sala de investigadores con 35 puestos de lectura. El segundo cuerpo tiene cuatro alturas, alberga las zonas reservadas y privadas: en la planta baja todas las áreas de trabajo y recepción de documentación. En la planta primera el área de administración y dirección, así como una parte de depósitos. Las plantas segunda y tercera están ocupadas exclusivamente por depósitos, cuya superficie total de estanterías asciende a 35 kilómetros.